# Reserva estatal Zakatala
La reserva estatal de Zakatala, Zagatala o Zaqatala (en azerí, Zaqatala dövlət təbiət qoruğu) es una reserva natural ubicada en el norte de Azerbaiyán, creada en 1929. Está formada por una superficie de 25,218 hectárea en las laderas meridionales de las montañas del Cáucaso.
En las mayores altitudes pueden encontrarse glaciares y prados alpinos y son característicos de la reserva. Bosques frondosos se extienden hasta el pie de las montañas, principalmente compuestos por hayas orientales (Fagus orientalis).
La fauna es rica en mamíferos, incluyendo el oso pardo caucásico y linces. La reserva también es conocida por su diversidad de aves como el águila real (Aquila chrysaetos), alimoche (Neophron percnopterus), buitre leonado (Gyps fulvus), pero especialmente el quebrantahuesos (Gypaetus barbatus) y buitre negro (Aegypius monachus).
Entre las especies locales, puede encontrarse el gavilán chikra (Accipiter badius) a lo largo de los ríos y tetraogallo del Cáucaso (Tetraogallus caucasicus) se encuentran en las caídas rocosas.